# 球菊
球菊（学名：Dolomiaea saussureoides）是菊科川木香属的植物，是中国的特有植物。分布在中国大陆的西藏自治区等地，生长于海拔3,950米至4,575米的地区，常生长在杜鹃灌丛中、高山草甸以及石上苔藓中，目前尚未由人工引种栽培。

## 异名
- Bolocephalus saussureoides Hand.-Mazz.